# میلانووو (لسکوواتس)
میلانووو (به صربی: Milanovo) یک منطقهٔ مسکونی در صربستان است که در لسکواس واقع شده‌است. میلانووو ۵۴۶ نفر جمعیت دارد.